# Yeeeeell!
『Yeeeeell!』（エール）は、榊原ゆいの5作目のアルバム。2009年8月26日にLOVE×TRAXよりリリースされた。
LOVE×TRAX☆Recordsによる発売は5作目（スターチャイルドとの共同では2作目）となるが、前作『JOKER』に引き続き販売はキングレコードに委託している。
内訳として、タイアップ11曲、表題曲を含む初収録4曲の全15曲が収録されている。タイアップが付いている曲は全てPCゲームの主題歌である。なお、ノンタイアップ曲は全て榊原自身が作詞・作曲を担当している。

## 収録曲
1. Yeeeeell!
  - 作詞・作曲：榊原ゆい、編曲：藤間仁（Elements Garden）
2. It's show time
  - 作詞：kanoko、作曲・編曲：藤田淳平（Elements Garden）
  - PCゲーム『タイムリープぱらだいす』オープニング主題歌
3. メチャ恋らんまん☆
  - 作詞：榊原ゆい、作曲：Famishin、編曲：井ノ原智（Angel Note）
  - PCゲーム『天神乱漫 -LUCKY or UNLUCKY!?- 』オープニング主題歌
4. ボクノセカイ
  - 作詞：眼鏡友の会、作曲・編曲：Manack
  - PCゲーム『あるぺじお 〜きみいろのメロディ〜』オープニング主題歌
5. ACTION!
  - 作詞・作曲：榊原ゆい、編曲：井ノ原智
6. warmth
  - 作詞・作曲：榊原ゆい、編曲：幡手康隆
7. Eternal Ring
  - 作詞：神代あみ（Angel Note）、作曲・編曲：椎名俊介（Angel Note）
  - PCゲーム『ユニティマリアージュ〜ふたりの花嫁〜』オープニング主題歌
8. 太陽の咲く星で
  - 作詞：竹井10日、作曲・編曲：井ノ原智
  - PCゲーム『ひまわりのチャペルできみと』オープニング主題歌
9. Festivity
  - 作詞：中山マミ（Angel Note）、作曲・編曲：椎名俊介
  - PCゲーム『Chu×Chuぱらだいす 〜Encore Live〜』主題歌
10. Blue eyes
  - 作詞：榊原ゆい、作曲・編曲：藤田淳平
  - PS2用ゲーム『朝凪のアクアノーツ』エンディング主題歌
11. Try Real!
  - 作詞：榊原ゆい、作曲・編曲：DJ SHIMAMURA
  - PSPゲーム『フェイト/タイガーころしあむ アッパー』主題歌
12. selfish
  - 作詞・作曲：榊原ゆい、編曲：大島こうすけ
13. 夢の罪 -End in childhood-
  - 作詞：鳥童マリヤ、作曲・編曲：雪蛍
  - PCゲーム『ぽっと -Rondo for Dears-』オープニング主題歌
14. 真珠のうた
  - 作詞：江幡育子、作曲・編曲：磯江俊道
  - PCゲーム『"Hello, world."』エンディング主題歌
15. 奇跡の絆（2009mix）
  - 作詞：下田芳裕、作曲：山本秀樹、編曲：不知火つばさ（Angel Note）
  - PCゲーム『めぐり、ひとひら。』オープニング主題歌